# 캐롤라이나 팬서스

캐롤라이나 팬서스(영어: Carolina Panthers)는 미국 노스캐롤라이나주 샬럿에 본거지를 둔 NFL팀이다. NFC 남부지구에 소속되어 있다.